# 肉丸
肉丸（にくまる、5月5日 - ）は、日本の漫画家。広島県出身。
2022年、連載作品『ばっどがーる』が「次にくるマンガ大賞2022」ノミネート作品に選ばれた。2024年、連載作品『アイツノカノジョ』が「次にくるマンガ大賞2024」Webマンガ部門第20位になった。

## 作品リスト

### 漫画作品

#### 連載
- 橘さんは嗅ぐわしい（『まんが王国』[6]2020年3月15日 - 2021年3月15日）
- わたしのお腹の責任取って！（料理監修：ジョーさん。、『コミックNewtype』2021年7月30日 - 2022年7月29日）[7]
- ばっどがーる（『まんがタイムきららキャラット』2021年2月号 - 4月号〈ゲスト掲載〉、2021年5月号 - 連載中）
- アイツノカノジョ（『サンデーうぇぶり』2022年9月30日 - 連載中）[8]

#### 読み切り
- このメスガキに負かされたい（『マンガUP!』2021年8月21日[9][10]）
- アイツノカノジョ（『サンデーうぇぶり』2021年11月27日[11][12]）
- ひろしまギャルはスキだらけ：原作（作画：つむみ、『ヤングジャンプヒロイン2』）[13]
- 男3人揃ったところでナニも起きないはずもなく（『コミック電撃だいおうじ』VOL.121） - 「10周年記念読切フェスティバル！」企画作品[14]
- ぜんぶお酒のせいにして（『となりのヤングジャンプ』2024年1月12日）[15]
- ずっと好きだったあなたが…。（『ヤンマガxxx』）[16][17]

### 書籍
- 『橘さんは嗅ぐわしい』、ビーグリー〈Comicベガス〉2020年 - 2021年、全3巻、電子書籍のみ
  1. 2020年12月25日発売[18]
  2. 2021年3月25日発売[19]
  3. 2021年8月25日発売[20]
- 『わたしのお腹の責任取って！』、料理監修：ジョーさん。、KADOKAWA〈角川コミックス・エース〉2022年、全2巻
  1. 2022年1月26日発売[21]、ISBN 978-4-04-112095-8
  2. 2022年11月26日発売[22]、ISBN 978-4-04-113067-4
- 『ばっどがーる』、芳文社〈まんがタイムKRコミックス〉2022年 - 、既刊5巻（2025年7月26日現在）
- 『アイツノカノジョ』、小学館〈サンデーうぇぶり少年サンデーコミックス〉2023年 - 、既刊6巻（2025年2月12日現在）
  1. 2023年2月10日発売[23][24]、ISBN 978-4-09-851600-1
  2. 2023年8月9日発売[25]、ISBN 978-4-09-852773-1
  3. 2024年1月12日発売[26]、ISBN 978-4-09-853083-0
  4. 2024年6月11日発売[27]、ISBN 978-4-09-853397-8
  5. 2024年10月10日発売[28]、ISBN 978-4-09-853624-5
  6. 2025年2月12日発売[29]、ISBN 978-4-09-853846-1

### その他
- まちカドまぞくアンソロジーコミック 1（アンソロジーコミック、2022年）カラーイラスト[30]
- 憎たらしいけど可愛いメスガキとイチャイチャしちゃう アンソロジーコミック（アンソロジーコミック、2023年）カバーイラスト[31]